# نیروگاه آلتباخ
نیروگاه آلتباخ (انگلیسی: Altbach Power Station) نیروگاهی مدرن در التباخ در ایالت بادن-وورتمبرگ آلمان است.

## نگارخانه

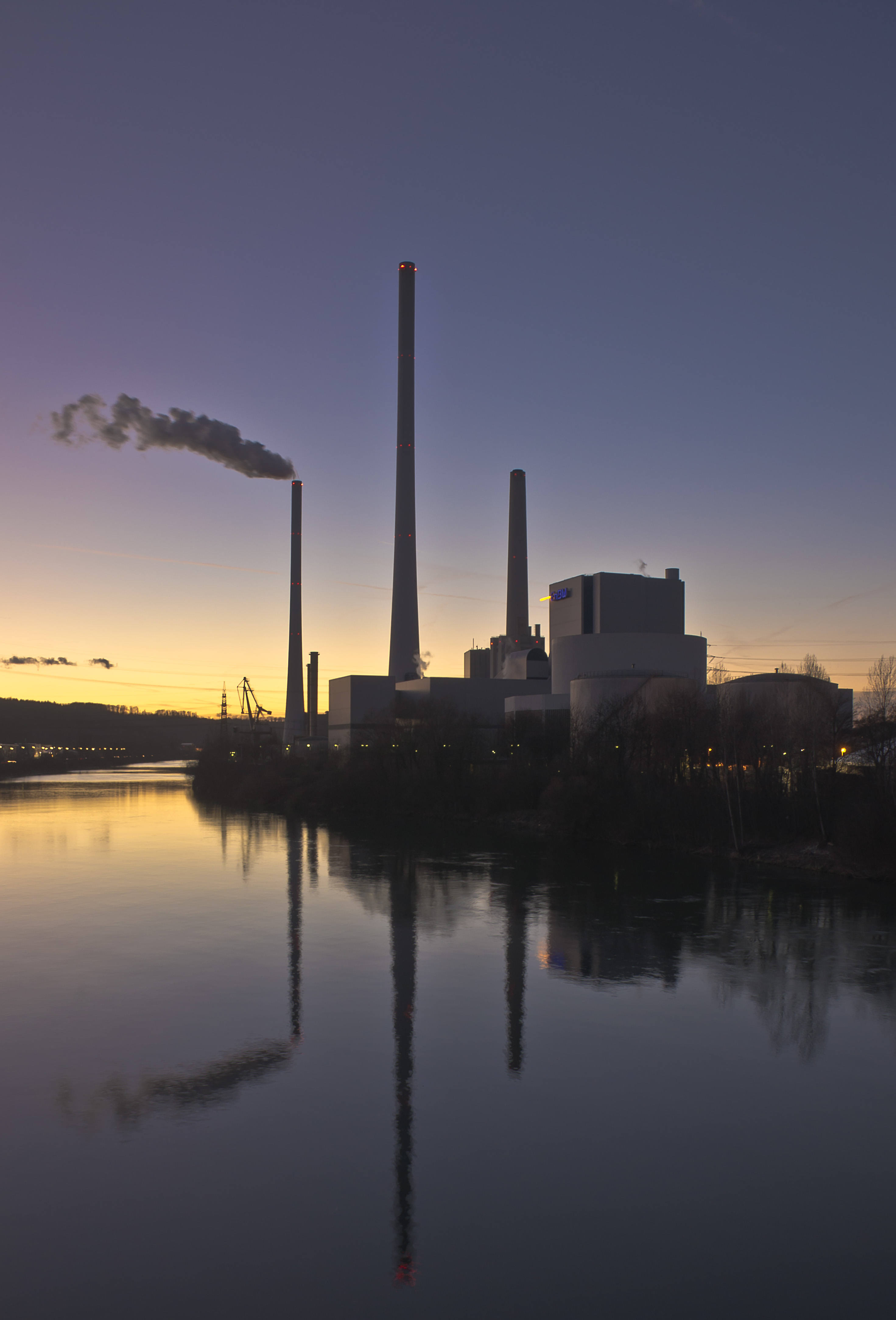
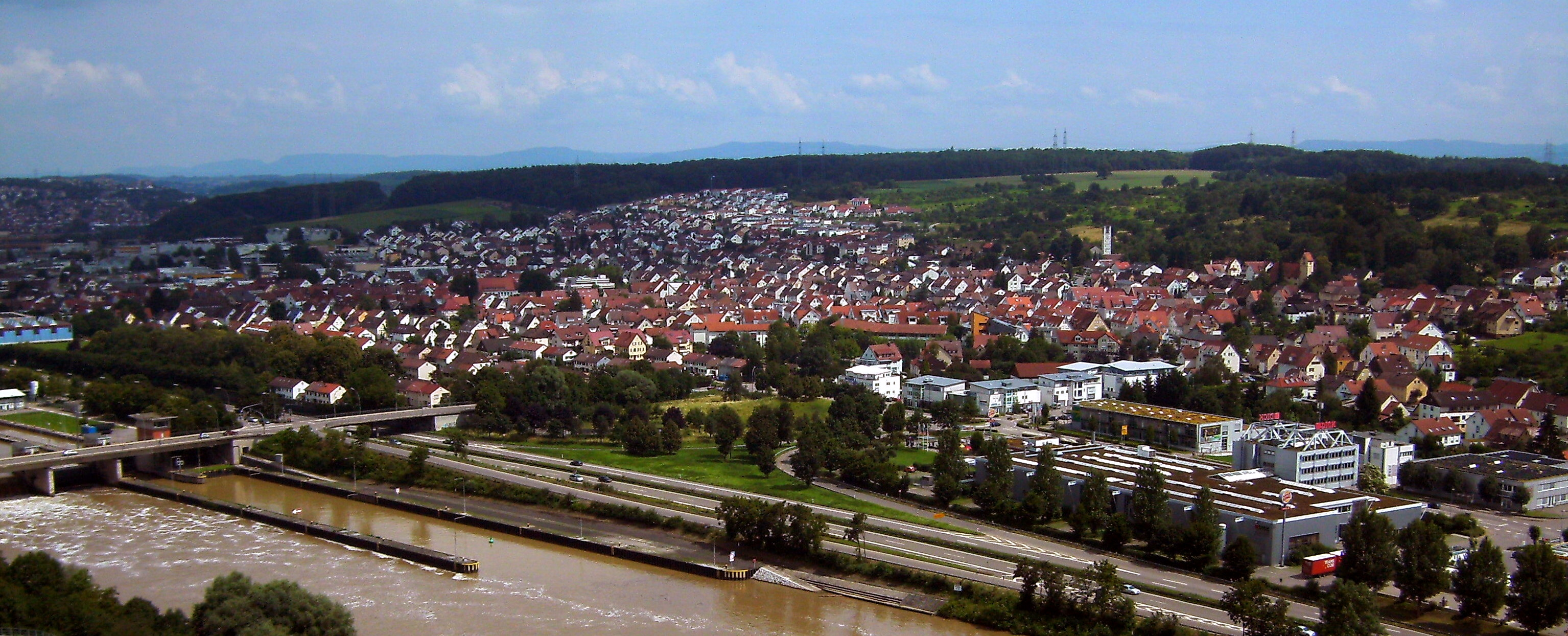
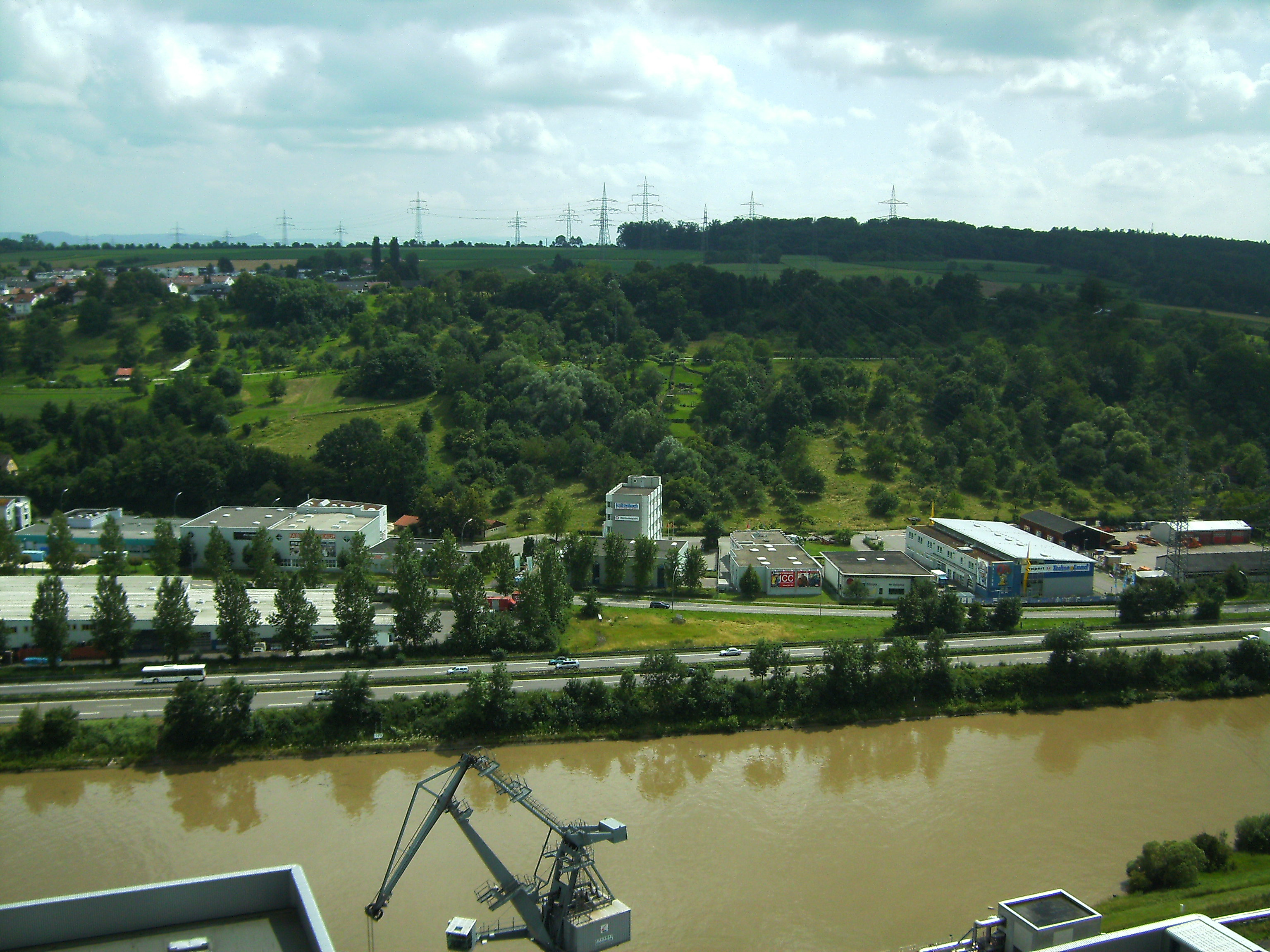
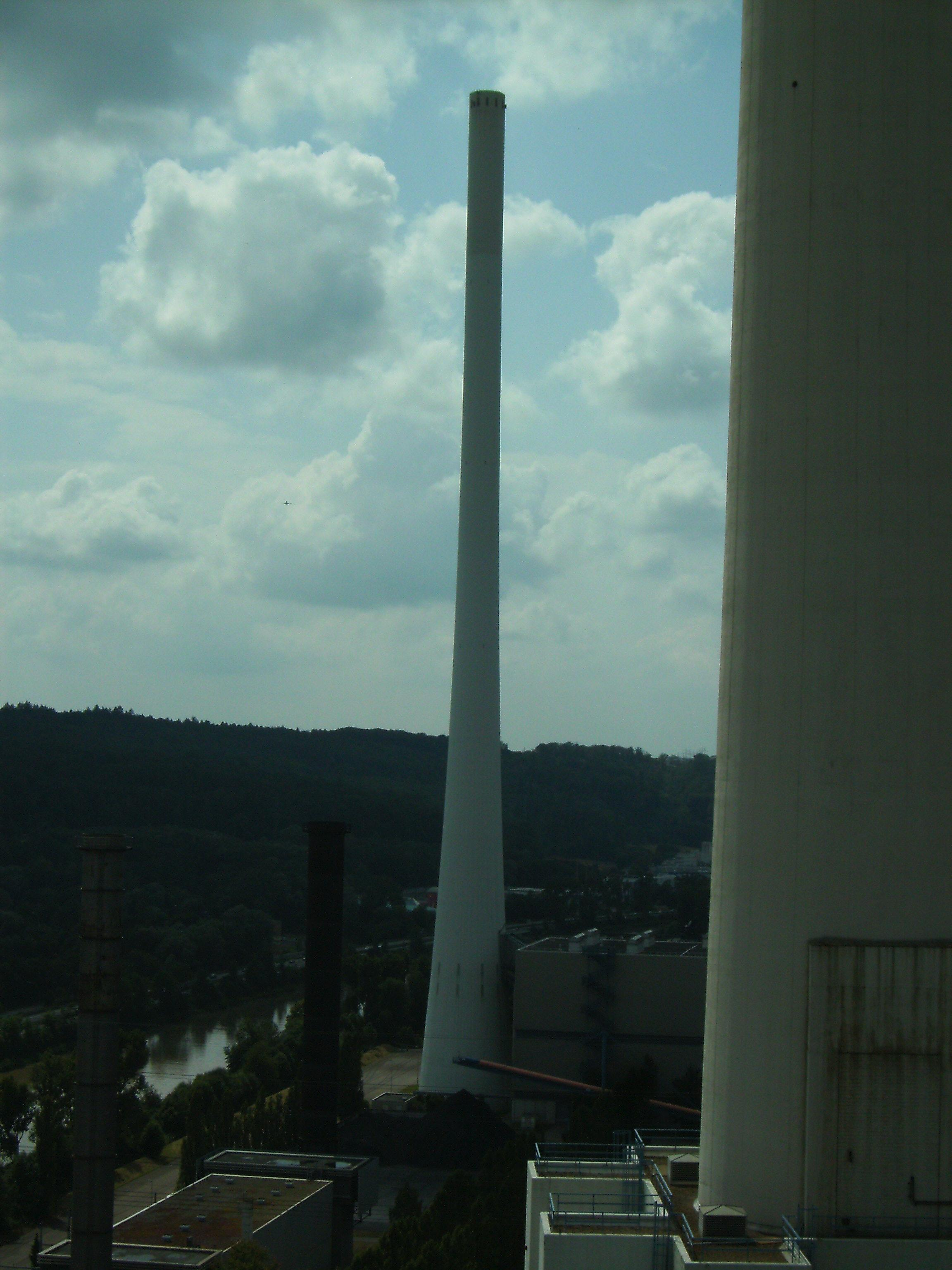
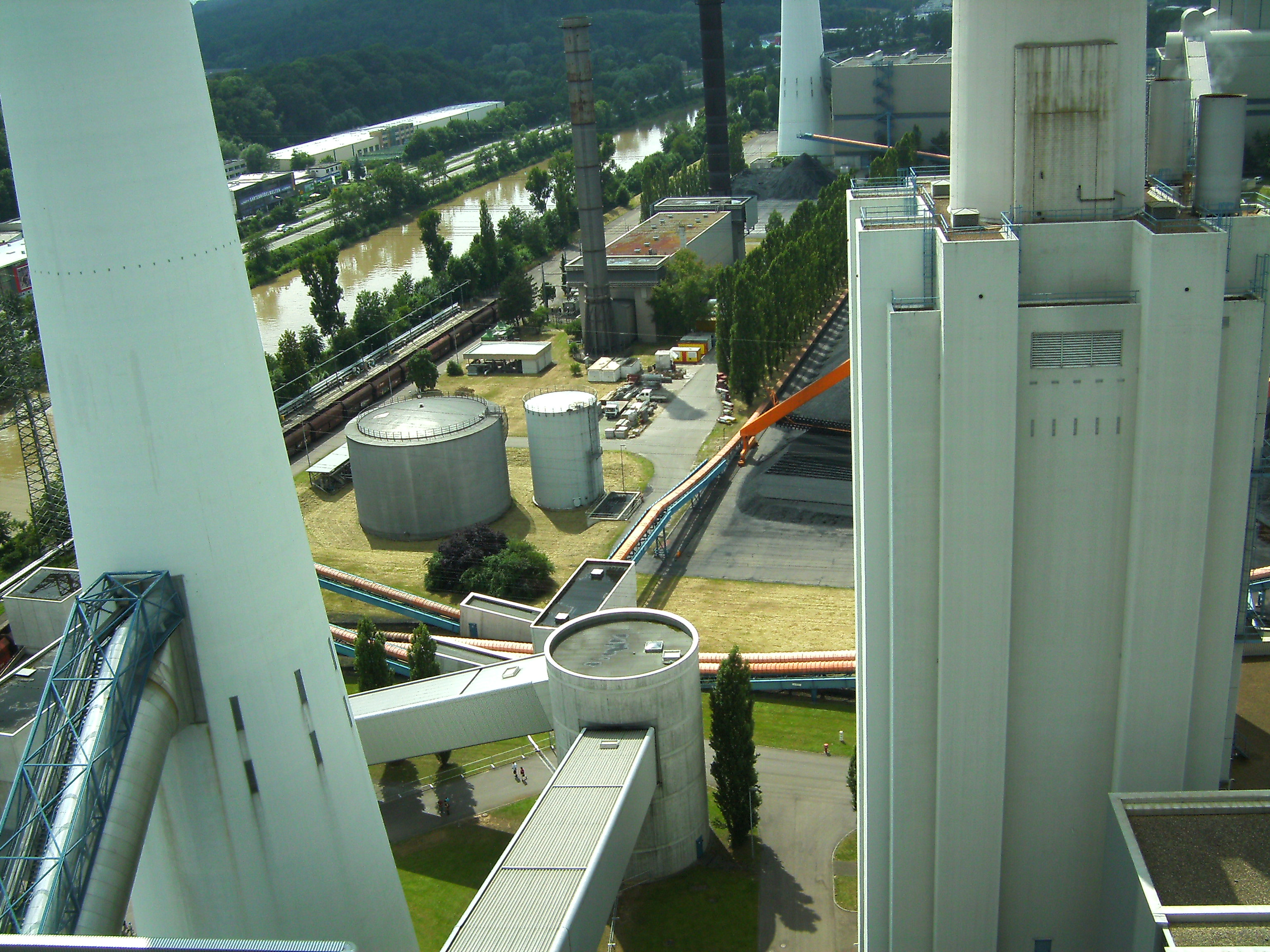
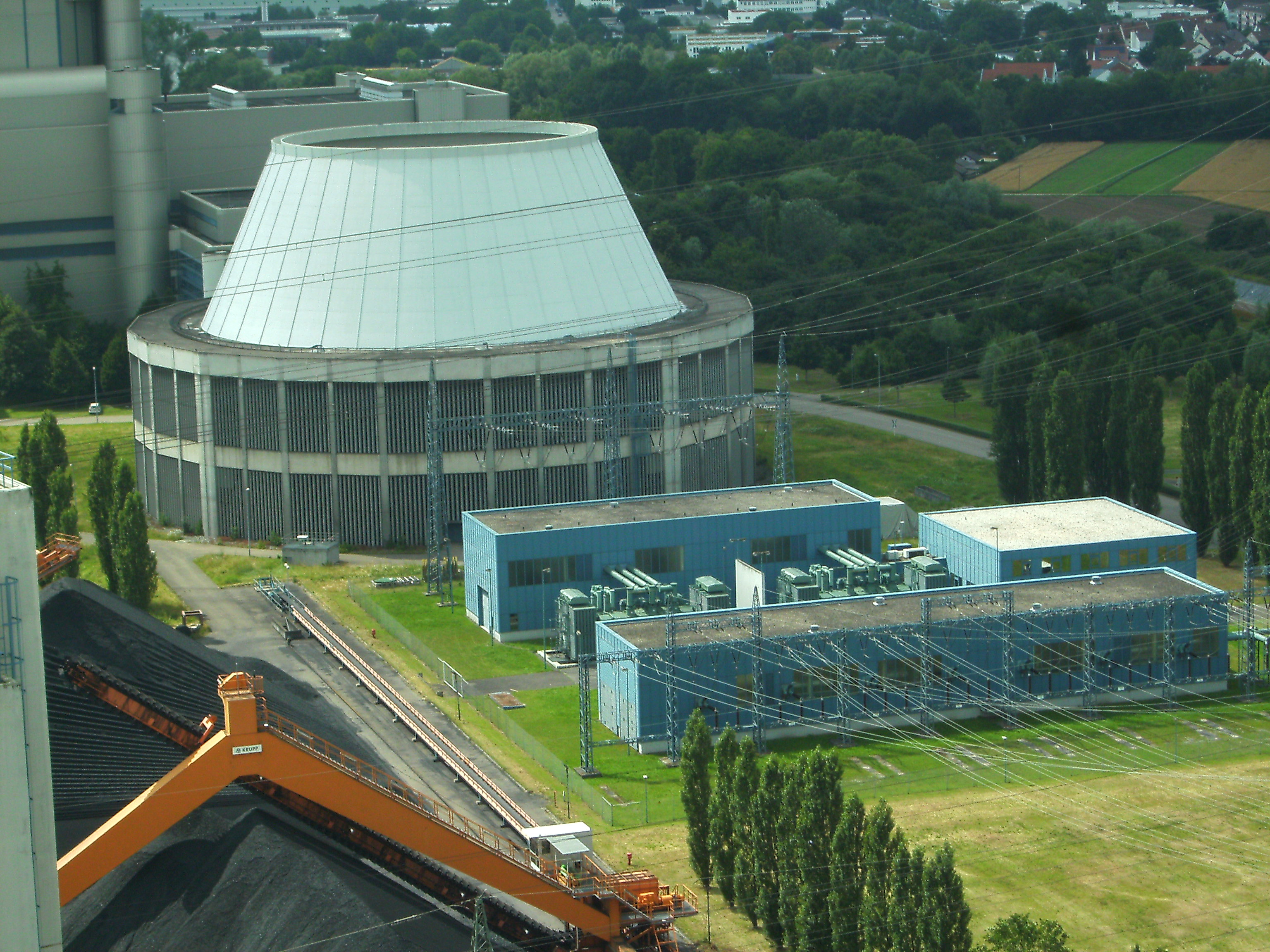
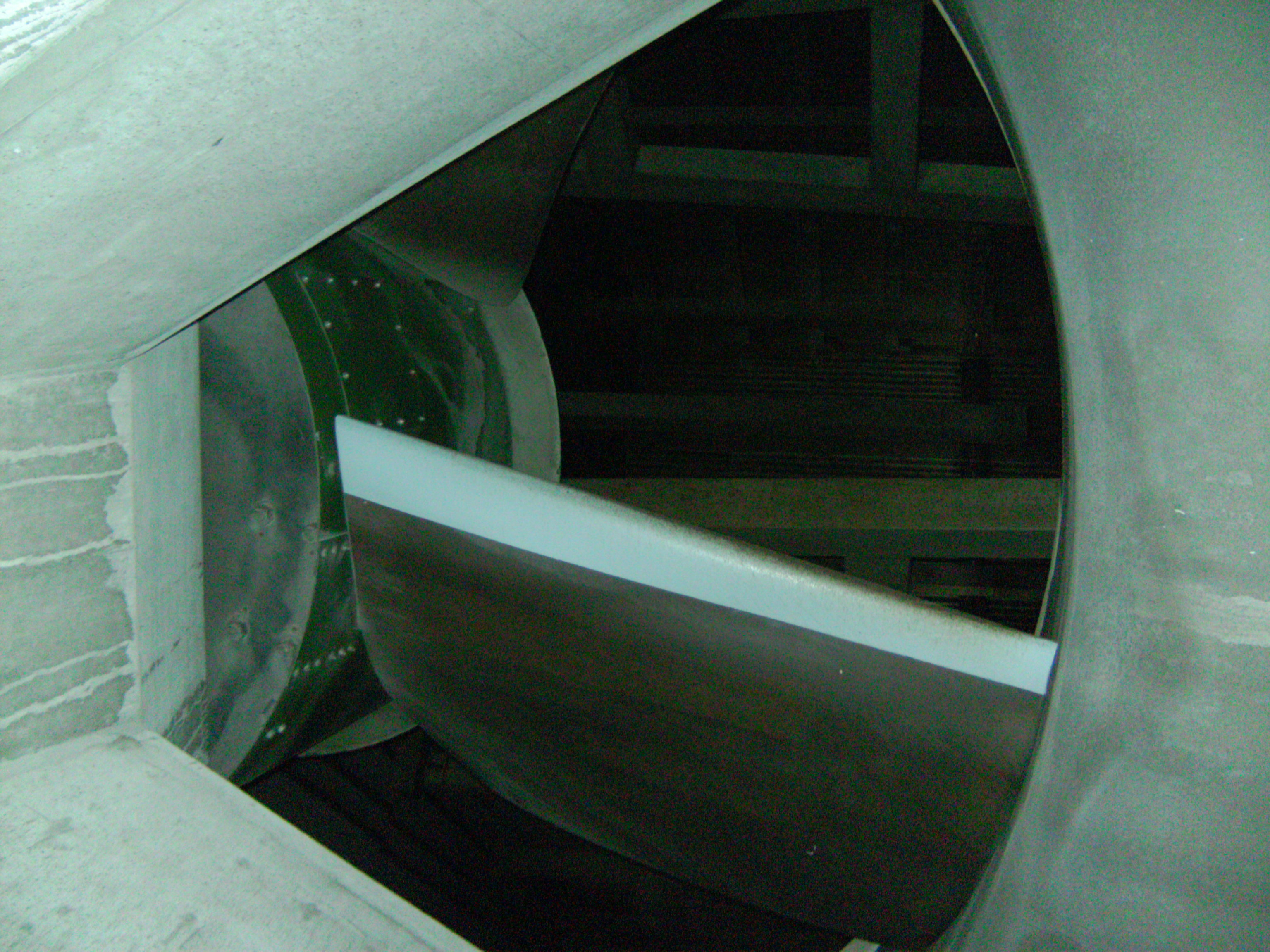
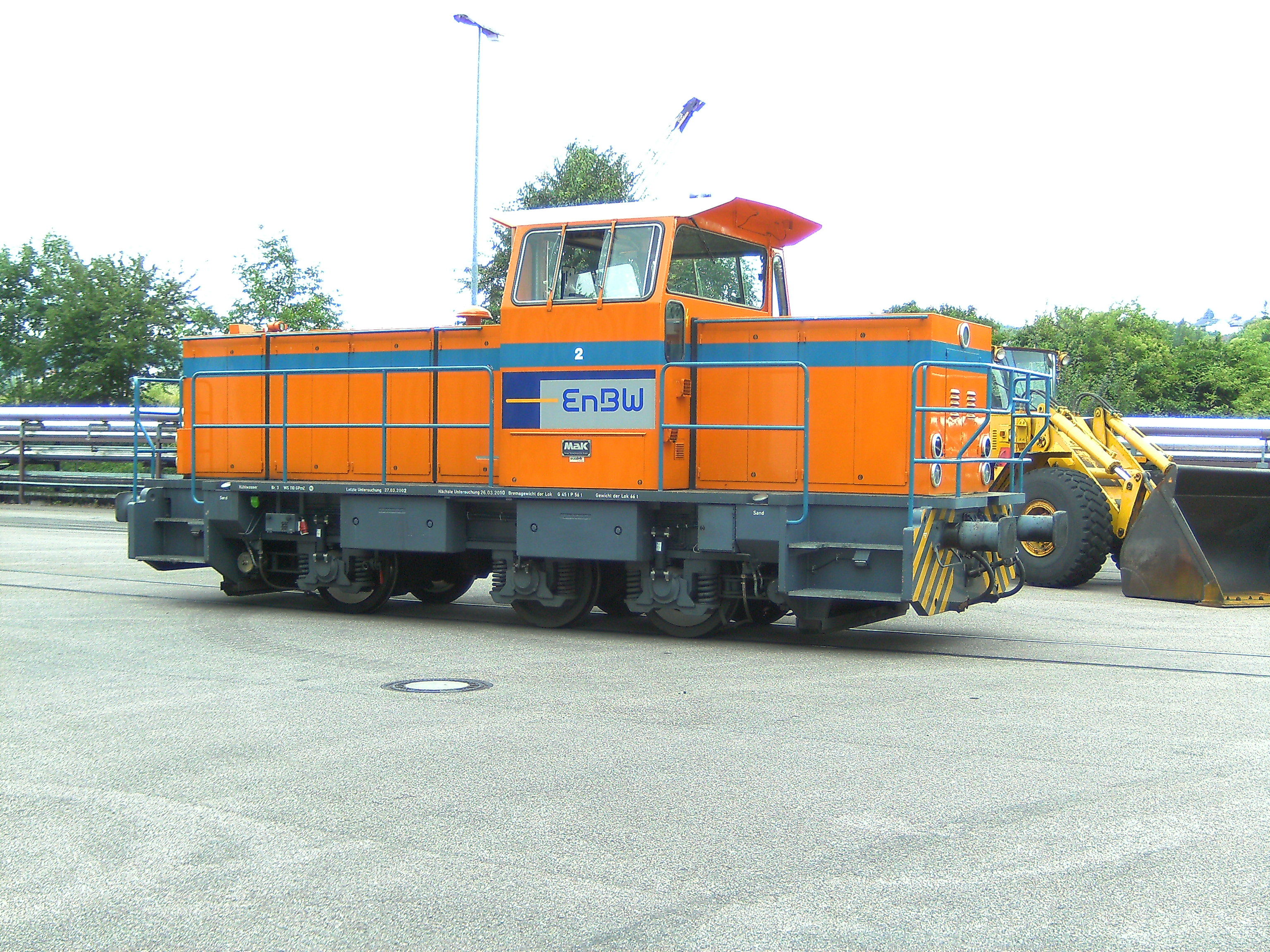
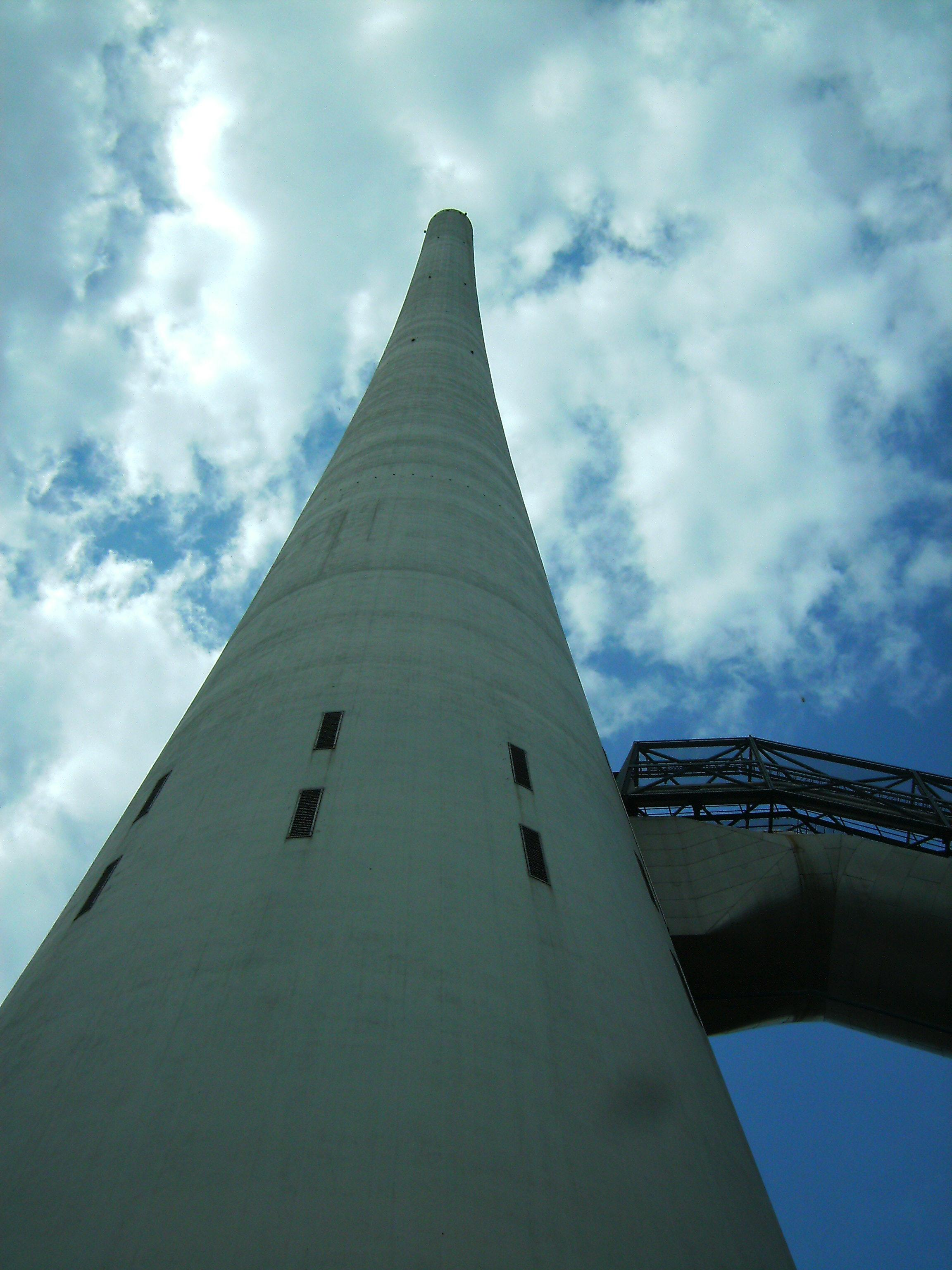
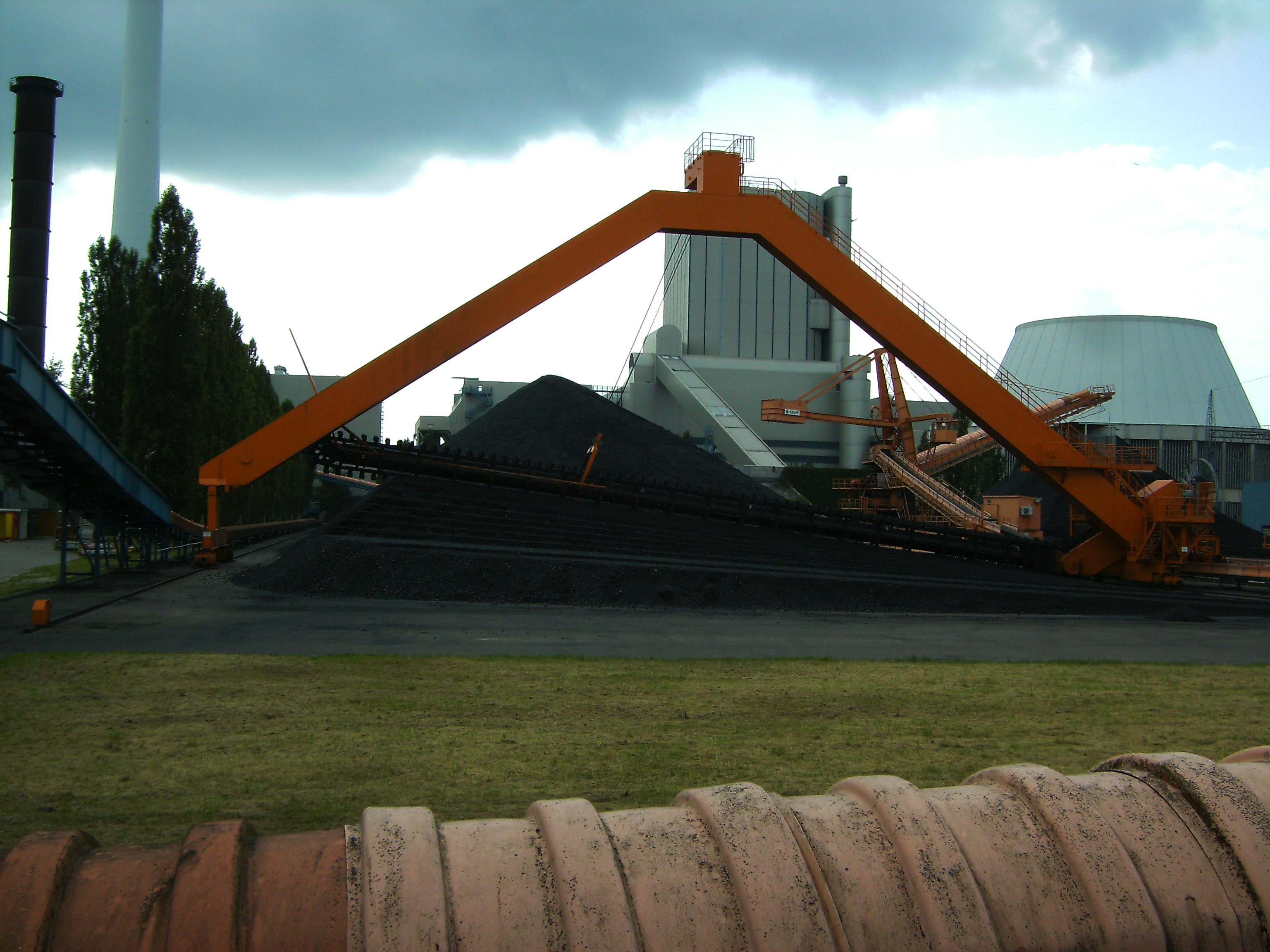
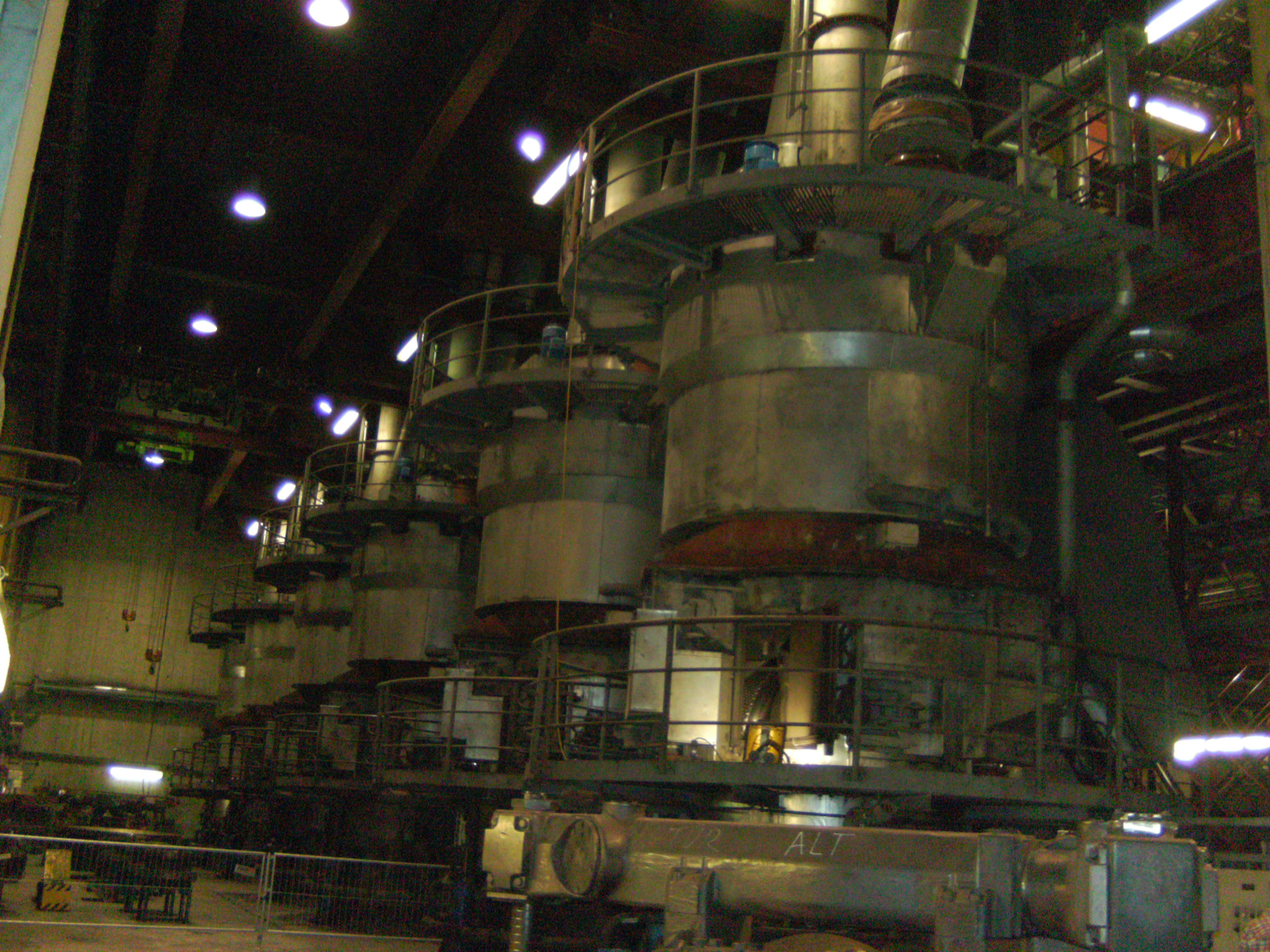
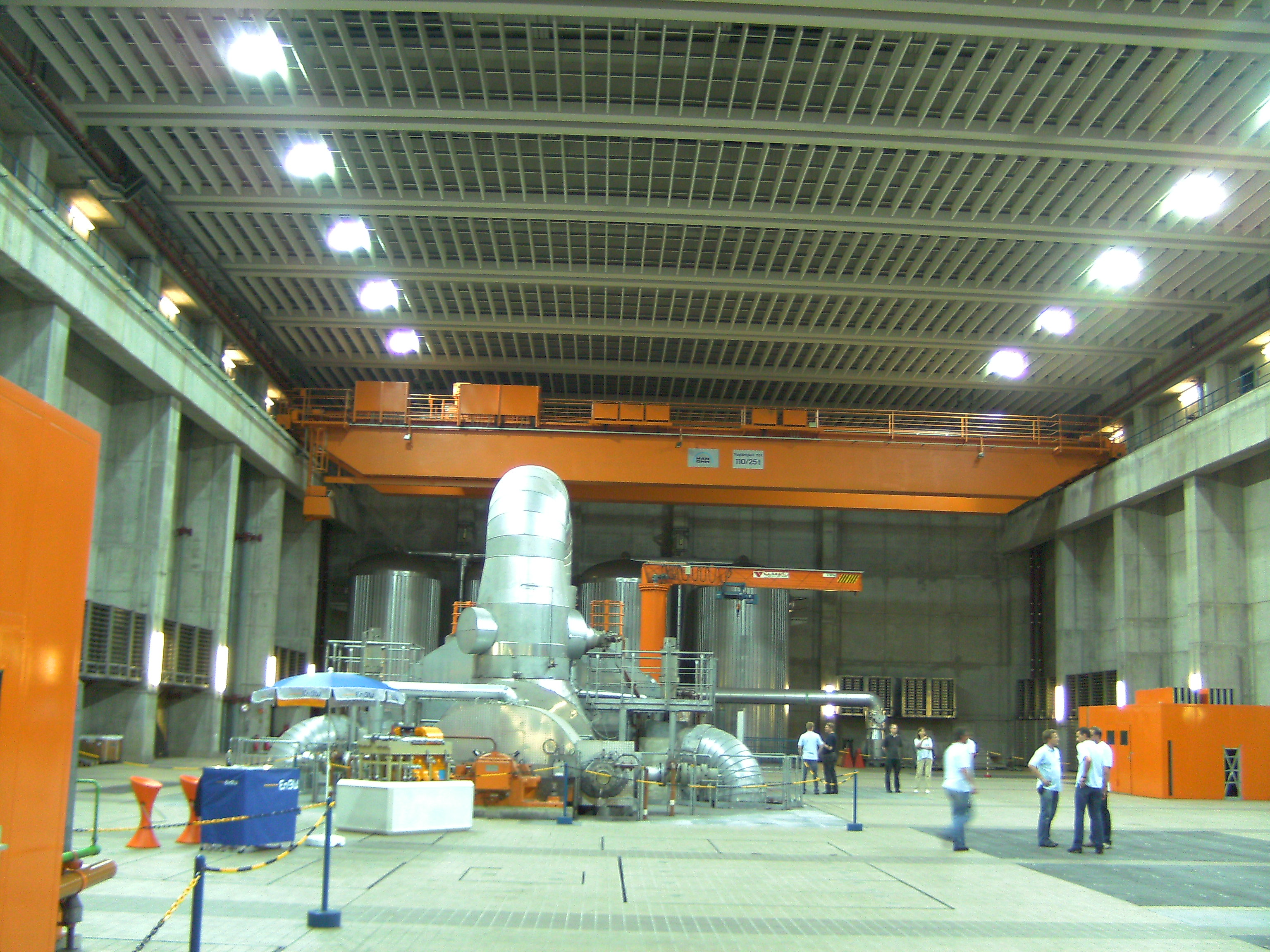
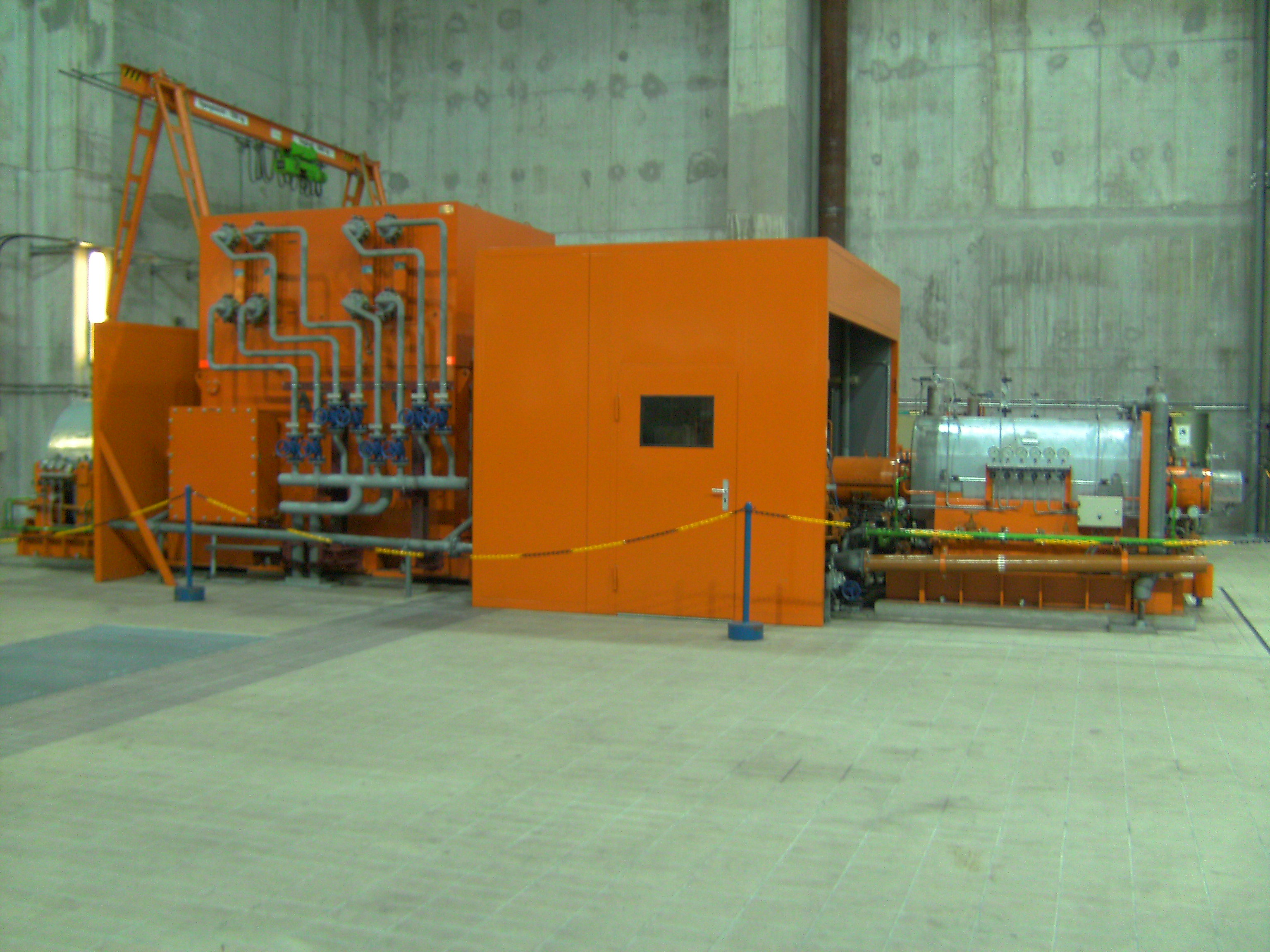
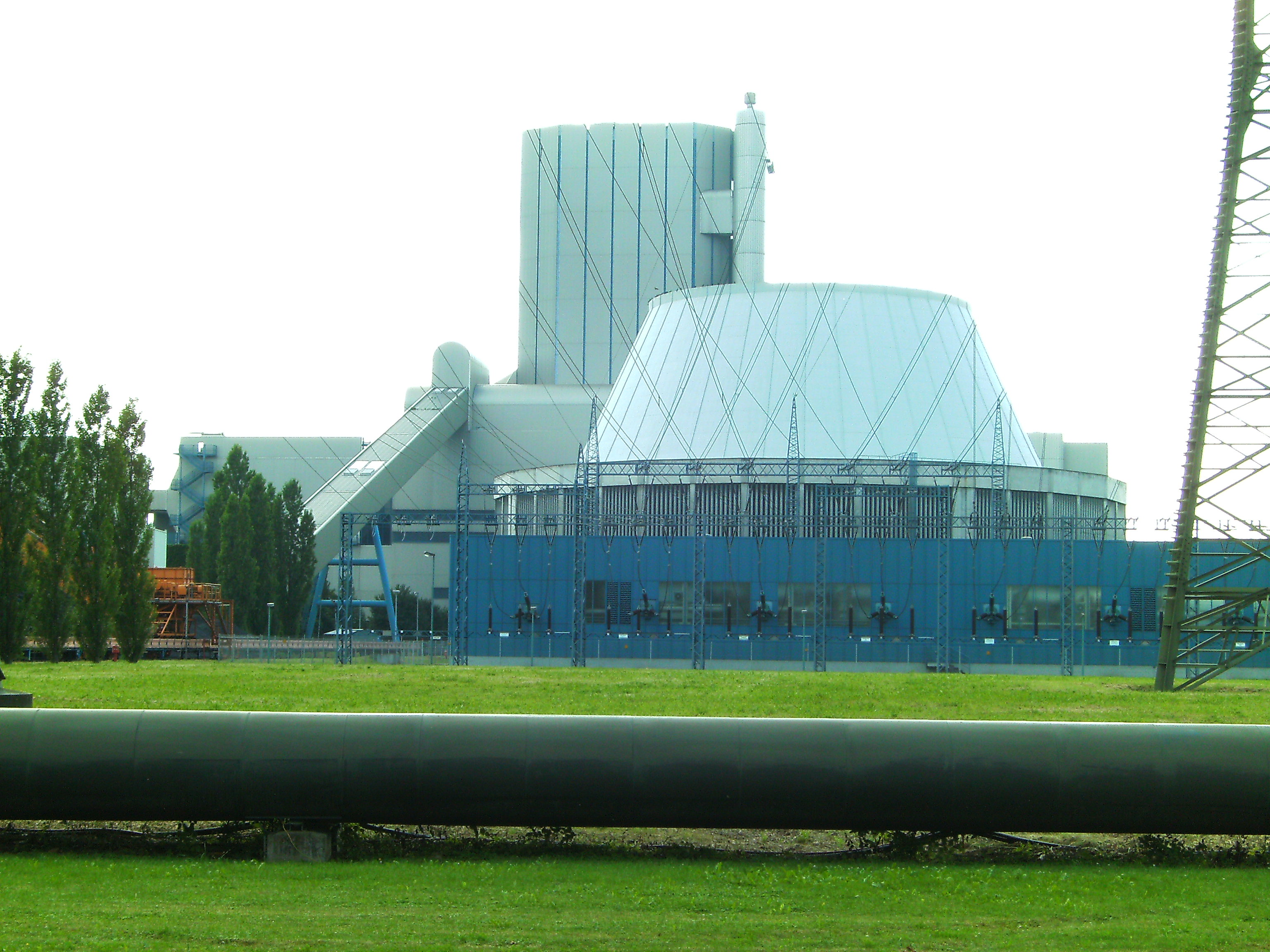
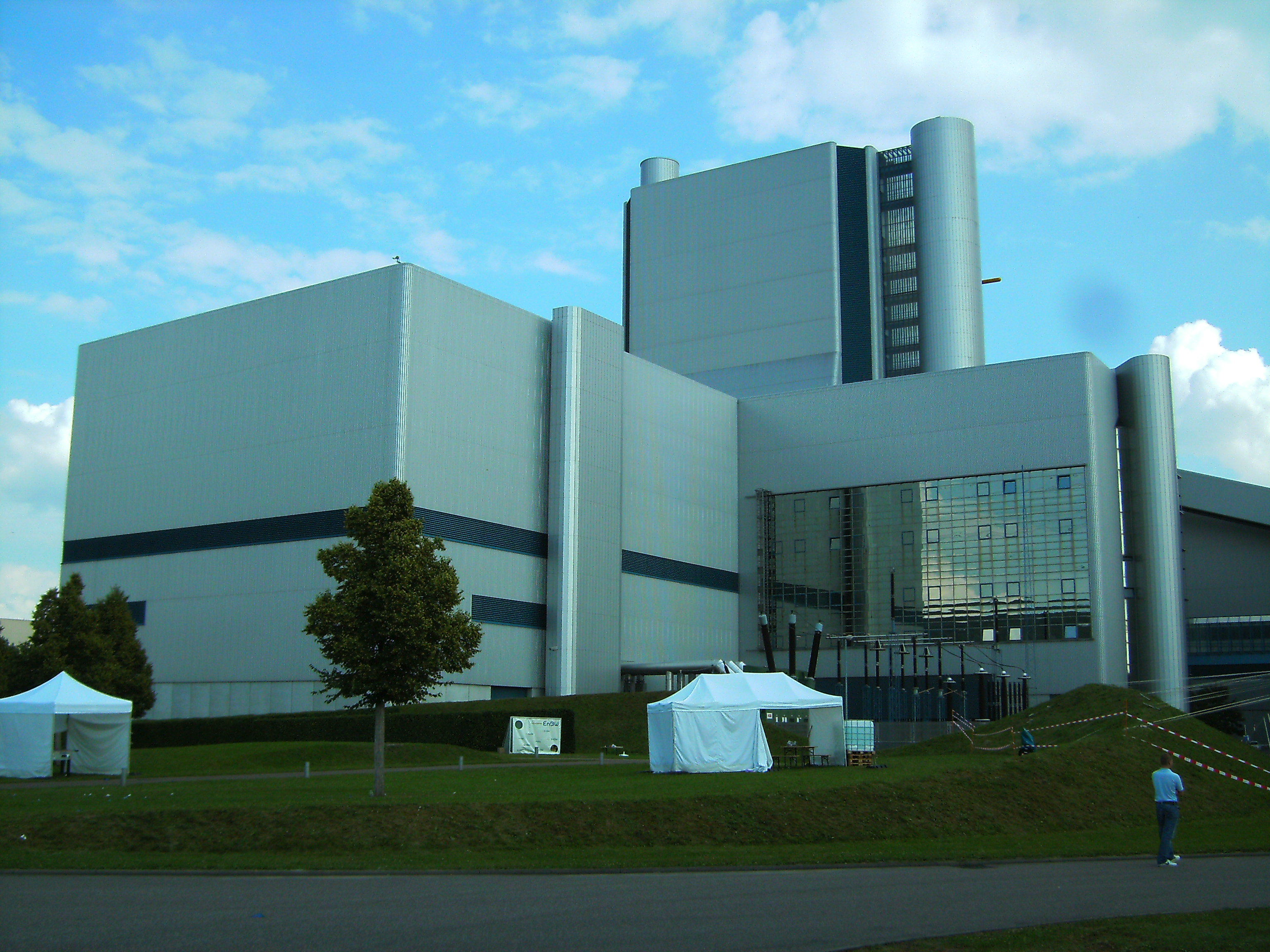
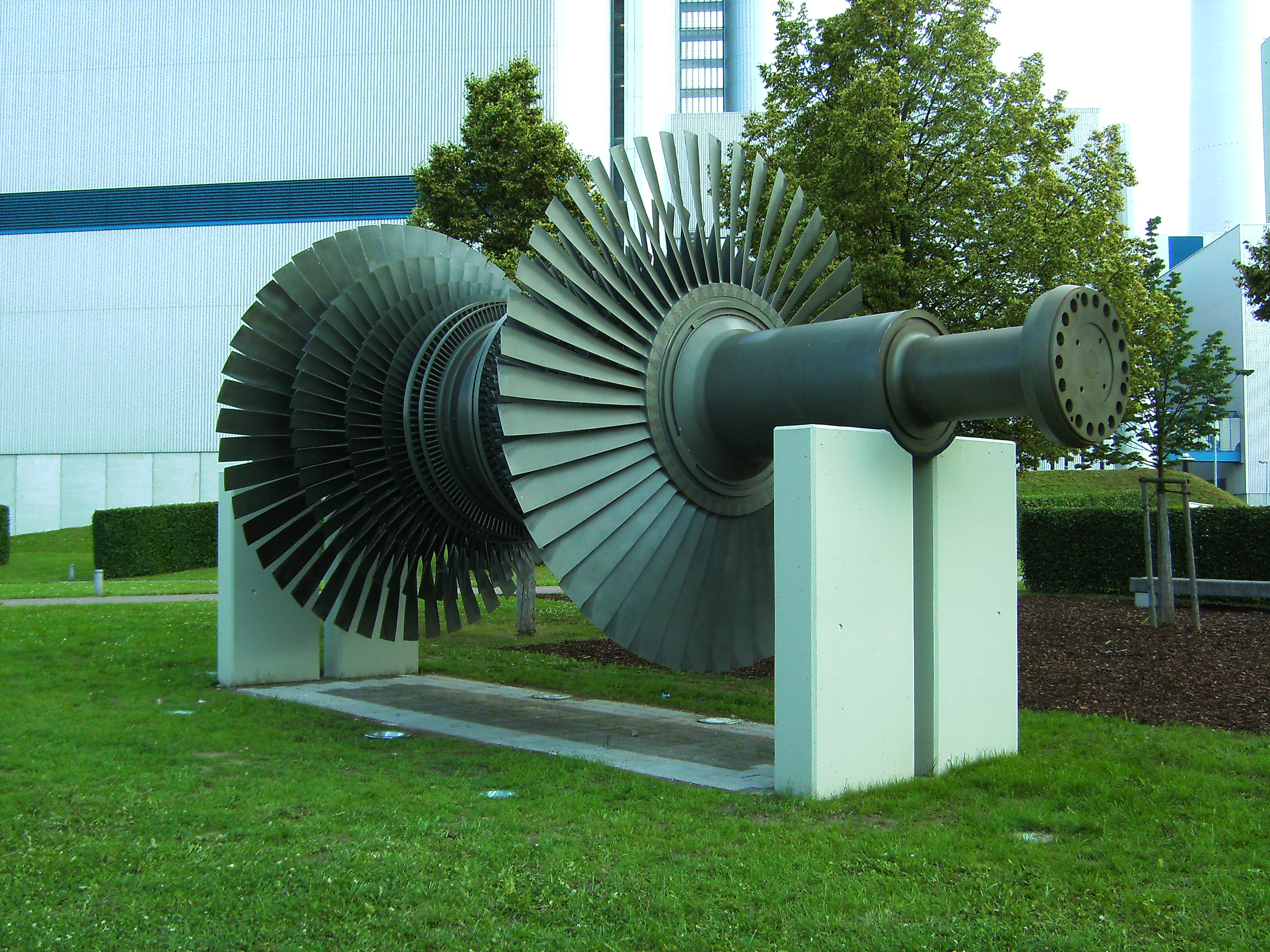
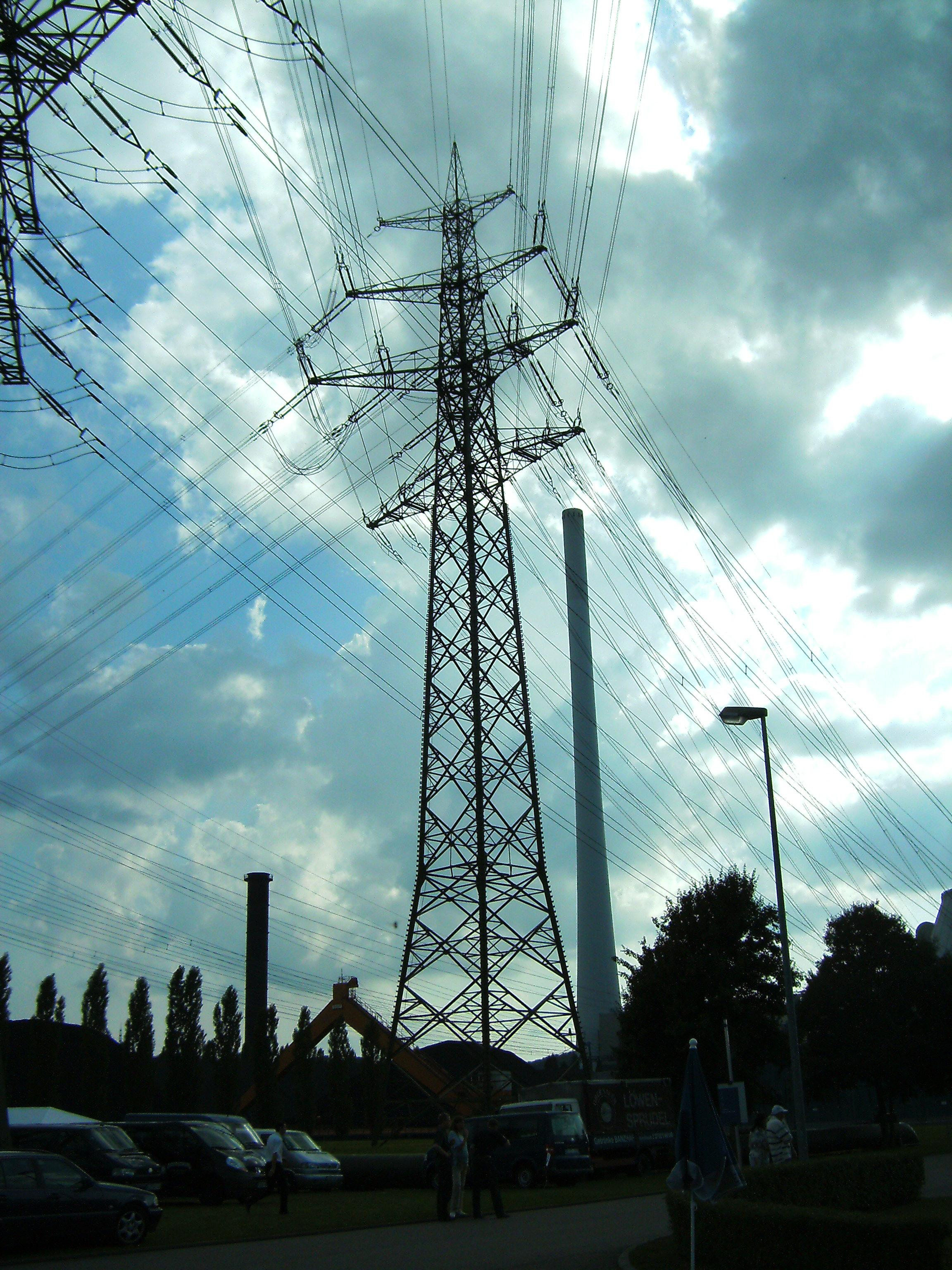